# مالوشیشته
مالوشیشته (به صربی: Malošište) یک منطقهٔ مسکونی در صربستان است که در دویواتس واقع شده‌است.